# Hadao
Hadao (ou Hadaou Foulbe) est une localité du Cameroun située dans l'arrondissement de Meri, le département du Diamaré et la région de l’Extrême-Nord. Elle fait partie du canton de Godola.

## Population
En 1974, la localité comptait 41 habitants, des Peuls.
Lors du dernier recensement de 2005, on y a dénombré à 159 habitants, soit 69 hommes (43,40%) pour 90 femmes (56,60 %). 

## Initiatives de développement
En 2016, le principal projet qui ressort du plan communal de développement pour le compte de la localité de Hadao est la construction d’une mare à bétail. Le village ne figure pas dans les priorités de l’ordre de financement du plan communal.